# George Fisher
George "Corpsegrinder" Fisher (Baltimore, 8 de julio de 1970) es un cantante estadounidense, vocalista de la banda de death metal Cannibal Corpse y del grupo de death metal melódico Paths of Possession y, anteriormente de Monstrosity.
El primer álbum de Cannibal Corpse en el que colaboró fue Vile (1996), con el que reemplazaba a Chris Barnes quien fue despedido de la banda, para luego centrarse de lleno en Six Feet Under. El álbum de larga duración Vile entró en el puesto número #151 de la lista Billboard 200.

## Biografía
George Fisher nació el 8 de julio de 1970 en Baltimore, Maryland; Fisher es conocido por la peculiar forma en que sacude su cabeza al ritmo de la música mientras interpreta, igualmente por su habilidad para cantar a toda velocidad manteniendo tanto un tono gutural grave como con gritos más agudos (puede oírse un ejemplo del tono grave en "Worm Infested" y otro del agudo al principio de "Blood Drenched Execution"). Otro detalle característico es la capacidad de aguantar gritos muy largos, como en "Mutation of the Cadaver" o el principio de "Devoured by Vermin", "Disposal of the Body", "Dormant Bodies Bursting", "Mummified in Barbed Wire" y "The Time to Kill is Now".
Jack Owen ha dicho que George nunca usa ningún truco para alcanzar su tono de voz en las presentaciones en vivo de Cannibal Corpse. "Todas las vocalizaciones que hago son de forma natural", dijo Fisher, "En la última grabación logró hacer un grito de quince segundos, lo que para él es muy poco tiempo. Fisher ha dicho que cuando hace gritos muy largos le dan intensos dolores de cabeza. "Siempre he tenido una voz ronca, incluso desde que era niño" dijo Fisher. En una entrevista, George confesó que nunca ha fumado en su vida.
Cuando se le preguntó que si su voz gutural le hacía doler la garganta, Fisher respondió:"ya no, ahí está la gracia, la gente me pregunta cómo hago para cantar así y les digo: ¡wow me aprendo la letra y no puedo parar, algunas personas me lo dicen, bueno...si, mi voz empieza a doler a los diez minutos, pero con el tiempo la voz se acostumbra. Si usted me oye hablar ahora pensará que estoy afónico o que me desperté con algún resfriado pero ése es el sonido natural de mi voz."

## Intereses personales
George ha declarado que es un fanático de los videojuegos (en especial del World of Warcraft) y de muchas bandas como: Death (la ha citado como su mayor influencia), Possessed, Autopsy, Deicide, Morbid Angel, Slayer, Black Sabbath, Kreator, Sodom, Destruction, Iron Maiden, y de Dethklok (Metalocalypse) a la que influyó para la creación del personaje Nathan Explosion, participó en la canción de Dethklok «Magnus and the Assassin». El origen del apodo "Corpsegrinder" viene del nombre de su primera banda.

## Discografía

### Con Monstrosity
- Horror Infinity (1991) [DEMO]
- Imperial Doom (1992)
- Millennium (1996)
- Enslaving the Masses (2001) [Compilación]

### Con Cannibal Corpse
- 1996: Vile
- 1998: Gallery of Suicide
- 1999: Bloodthirst
- 2000: Live Cannibalism
- 2002: Gore Obsessed
- 2004: The Wretched Spawn
- 2006: Kill
- 2009: Evisceration Plague
- 2011: Global Evisceration
- 2012: Torture
- 2012: Torturing and Eviscerating Live
- 2014: A Skeletal Domain
- 2017: Red Before Black
- 2021: Violence Unimagined
- 2023: Chaos Horrific

### Como Solista
- 2022: Corpsegrinder